# 李新芳
李新芳（1490年—？），字元德，号漳野，山西潞州（長治縣）人，民籍。明朝政治人物，同進士出身。

## 生平
治《書經》，行十一，正德十一年（1516年）山西鄉試第二名舉人，年三十四歲中式嘉靖二年（1523年）癸未科會試第五十七名，第三甲第二百十四名進士。历任南直隶淮安府、直隶保定府推官，入为户部主事，嘉靖十二年（1533年）六月改任监察御史，出按直隶正定，因擅自拘捕广平府知府李騰霄，打死经历吴尚质，激发兵变，被彈劾革職歸鄉。著有《周易大义》、《神易断意》、《语类要道录》、《太虚甲子经》、《漳埜文集》。

## 家族
曾祖李璡。祖父李格。父李清，倉副使。母王氏，继母杨氏。具庆下。